# おててつないで
『おててつないで』は、1959年4月17日から1966年3月15日までNHK教育テレビジョンの『学校放送 幼稚園』→『幼稚園・保育所の時間』で放送されていた自然科学分野の教育番組である。1960年9月2日まではNHK総合テレビジョンでも放送されていた。

## 概要
身近な動植物・乗り物・自然現象などを、実写映像・フィルムによる特殊撮影・絵話などを使って伝えていた。

## 放送時間
いずれも日本標準時、別の時間帯での再放送あり。
- 金曜日 11:00 - 11:15 （1959年4月17日 - 1964年3月13日）
- 火曜日 14:40 - 15:00 （1964年4月7日 - 1965年3月16日） - 1965年3月30日の再放送もこの時間帯で実施。
- 火曜日 14:40 - 14:59 （1965年4月13日 - 1966年3月15日）

## 出演者
- 岡本和久（1959年度）
- 伊福保子（1959年度）
- 二神和子（1959年度 - 1960年度）
- 田辺まもる（1959年度）
- 塩沢章子（1959年度）
- 上田次郎（1959年度）
- 劇団ジロー（1959年度 - 1960年度）
- 横山靖子（1959年度）
- 辻村真人（1959年度）
- 田中真佐男（1959年度）
- 山崎明子（1959年度）
- 橋本隆之（1959年度）
- 芳川和子（1960年度 - 1961年度）
- 鈴木英子（1960年度）
- 香川久美子（1962年度 - 1964年度） - このほか、1966年2月15日放送分から同年3月8日放送分にも出演。
- 梓欣造（1965年度）

## スタッフ
- 作 - 小沢正、佐藤吉男、水谷章三、鈴木てい子
- 作曲 - 小川睦明